# Luciano Serra pilota
Luciano Serra pilota è un film del 1938 diretto da Goffredo Alessandrini.
Il film, che vide tra gli sceneggiatori Roberto Rossellini, ebbe la supervisione di Vittorio Mussolini e vinse la Coppa Mussolini per il miglior film italiano alla Mostra del cinema di Venezia del 1938.

## Trama
Alla fine della prima guerra mondiale,  Luciano Serra è un ex pilota dell'aviazione, che, seppur congedato, ha conservato una grande passione per il volo tanto da sperare di farne un lavoro. Con un piccolo aereo da lui recuperato offre voli ai turisti sul Lago Maggiore a 50 lire. Però gli affari non vanno bene, i voli sono troppo pochi, e per sei mesi non paga la pigione.  Quando gli addetti tagliano la luce per mancato pagamento della bolletta, sua moglie, Sandra, cerca di convincerlo ad accettare un posto da operaio che suo padre potrebbe offrirgli. L'uomo non accetta e Sandra lo lascia, tornando dal padre insieme con il figlioletto.  Luciano, in seguito, non viene neanche assunto in una ditta aeronautica. Parte, quindi, per l'America, per un lavoro datogli da persone conosciute nel bar del "Grand Hotel" di Stresa.
Dopo dieci anni lo si ritrova ancora in America del Sud,  dove è pilota pubblicitario per un circo. La passione per l'aviazione è sempre viva in Luciano, per quanto ad essa si accompagni ora la consapevolezza della propria condizione. Quando poi capita l'occasione di un volo transatlantico fino a Roma, Luciano crede giunto il momento del suo riscatto. La notizia di questa impresa si diffonde un po' dovunque e perfino In Italia. Qui Aldo, il figlio, ormai grande, che ha ereditato dal padre l'amore per il volo, vuole entrare in Accademia. Ha bisogno dell'autorizzazione del padre, che gli arriva il giorno in cui si diffonde la notizia della sparizione di Luciano nell'oceano, precipitato durante la trasvolata, tentata con un volo senza scalo e privo di bussola.
Passano altri anni: in Etiopia è scoppiata la guerra.  Aldo è ormai valido pilota e partecipa alla campagna d'Africa. Un giorno alla truppa comandata dal colonnello Morelli, della quale Aldo fa parte, viene affidato l'incarico di controllare un pezzo di ferrovia. Sotto falso nome, invece, viene arruolato come legionario, Luciano, che era sfuggito alla morte nell'oceano. I due non sanno di essere vicini. La truppa viene assalita dai nemici, mentre Aldo, sull'aereo, viene ferito e costretto ad atterrare in territorio nemico. Si rende necessario trovare un pilota che possa raggiungerlo, decollare e portare a dare l'allarme. Si propone Luciano, che corre non appena viene a sapere che il pilota ferito è suo figlio. In un ultimo gesto di eroismo che riscatterà tutta una vita di delusioni,  Luciano, ormai vecchio,  nonostante sia ferito mortalmente, riuscirà a portare in salvo il figlio, per poi morirgli accanto.

## Produzione
Un mese dopo la proclamazione dell'impero, la rivista cinematografica Lo schermo annuncia la prossima messa in lavorazione di un pacchetto di film volti a celebrare l'avventura coloniale italiana in Africa. Due di questi, Luciano Serra pilota e Scipione l'Africano terranno a battesimo i nuovi stabilimenti di Cinecittà, inaugurati il 28 aprile 1937. L'impegno produttivo fu ingente. Le riprese in Africa Orientale, in particolare “sulle pesanti sabbie del Carober e sugli umidi roccioni di Agordat” richiesero due mesi, in due riprese, spesso con temperature sui 40°. 400 ore di volo furono autorizzate in Italia e 60 in Africa per le riprese aeree, la logistica, l'ispezione delle location. “Nelle scene di battaglia sono stati sparati 40.000 colpi di fucile, 25.000 di mitragliatrice, 300 bombe da tre chili, 150 da due chili, e 100 da un chilo. Poiché i colpi a salve dei fucili e delle mitragliatrici erano caricati a polvere senza fumo, siamo stati costretti a scaricarli uno per uno, togliendo polvere e aggiungendo talco”. I ruoli di comparsa, come àscari o come “ribelli”, nelle scene di combattimento, furono affidati al 123º battaglione eritreo. Durante un volo di ispezione, l'aereo che trasportava il produttore Franco Riganti, in fase di decollo sul fiume Barca, non riuscì a prendere quota, a causa di un blocco dell'aletta di aspirazione, causata dalla sabbia sollevata dall'elica. Il veicolo cadde sulla coda e si rovesciò, lasciando indenni il produttore ed il tenente pilota Moggi.
Arricchito di notevoli contributi tecnici, quali quello di Ubaldo Arata alla fotografia e Giorgio Simonelli al montaggio, vide l'esordio nel cinema del musicista Giulio Cesare Sonzogno.. Quasi esordiente, dopo il ruolo di telegrafista in Il grande appello, Roberto Villa compare al fianco del protagonista Amedeo Nazzari ormai “stella di prima grandezza” del cinema nazionale. Quest'ultimo, già protagonista di Cavalleria (1936), un'altra pellicola alessandriniana incentrata su un eroico ufficiale che cade combattendo col proprio aereo durante il primo conflitto mondiale, era diventato un attore di punta di uno star system ideato per sostituire quello d'oltreoceano dopo l'istituzione della legge sul monopolio (1938) per l'importazione e la distribuzione dei film stranieri in Italia.

## Distribuzione
Il film venne distribuito nel circuito cinematografico italiano l'8 agosto del 1938.

## Accoglienza
Al di là della contingente celebrazione dei rinverditi fasti imperiali di Roma, altri temi e motivi accomunano il film alla produzione dell'epoca. Il regime viene identificato come garante della trasmissione dai padri ai figli delle antiche virtù e valori, all'interno della modernità, qui esemplificata nel passaggio dall'aviazione pionieristica, ad una organizzata e potente flotta aerea. Che questo argomento fosse ben presente nelle intenzioni del regista è confermato da una prima stesura della sceneggiatura, in cui il ruolo di Amedeo Nazzari non era previsto, sostituito da una sua fotografia, attraverso la quale il padre, morto in missione durante la prima guerra mondiale, sarebbe stato fonte di ispirazione ed imitazione per il figlio. Altro elemento ricorrente è quello dell'“assenza o irrilevanza del personaggio femminile, presente tutt'al più come pretesto simbolico o come ostacolo” in favore della valorizzazione dell'amicizia e solidarietà maschili (qui il rapporto padre-figlio e l'amicizia del protagonista con l'ex compagno d'armi Morelli).
Tuttavia, nel film sono presenti importanti elementi di discontinuità rispetto alle altre opere a carattere bellico del periodo. L'immagine “velleitaria ed individualista”, unita al linguaggio diretto ed antiretorico del protagonista, alla sua capacità di “comunicare passioni e stati d'animo con gesti asciutti” ne facevano quell'eroe quotidiano del cinema d'avventura hollywoodiano, ben noto agli sceneggiatori Roberto Rossellini, Ivo Perilli, Fulvio Palmieri e Cesare Giulio Viola, molto distante dall'archetipo disciplinato proposto in altri film. A conferma, va notato che il regista aveva anche girato un lieto fine alternativo al cupo finale sacrificale.
In questa modernità del film, si può trovare l'origine del suo gradimento presso quel pubblico piccolo borghese, normalmente più orientato a cercare in altri generi, in particolare la commedia sentimentale, una conferma ai propri modelli di vita e alle proprie aspirazioni. Nella stagione 1938-39, Luciano Serra pilota fu campione di incassi con 7.721.975, 79 lire dell'epoca. Tra i 40.000 lettori che avevano risposto ad un sondaggio proposto, nello stesso periodo, dalla rivista Cinema, il film risultava ampiamente in cima alle preferenze, e lo stesso avveniva per Amedeo Nazzari, tra gli attori.

## Critica
Gino Visentini su Cinema del 10 novembre 1938: "Il film rivela alcuni difetti, specie nella prima parte, un po' scialba nella descrizione dei caratteri e dell'ambiente e forse non del tutto intonata rispetto al colore del tempo, tanto che subito non si ha la sensazione del dopoguerra. Esso è tuttavia pieno di ottime qualità ricco di colore e di scioltezza".

## Riconoscimenti
- Festival di Venezia 1938
  - Coppa Mussolini al miglior film italiano